# Sint-Amands
Sint-Amands là một đô thị ở tỉnh Antwerp. Đô thị này gồm các thị trấn Lippelo, Oppuurs và Sint-Amands proper. Tại thời điểm ngày 1 tháng 1 năm 2006, Sint-Amands có dân số 7.781 người. Tổng diện tích là 15.58 km² với mật độ dân số là 500 người trên mỗi km².